# 李艳 (排球运动员)
李艳（1976年5月1日—）是一名中国前排球运动员，籍贯福建福州。她在1996年夏季奥林匹克运动会中，参加了女子排球比赛并获得银牌。她也参加了2000年夏季奥林匹克运动会。